# Шранг
Шранг — денежная единица Тибета в 1941—1959 годах.

## История
До 1941 года основной денежной единицей была тибетская тангка.
Чеканка серебряных шрангов начата в 1909 году по образцу китайского ляна. Шранг = 62⁄3 тангка = 10 шокангов = 100 скарунгов.
В 1918 начата чеканка кратных шрангов — золотые 20 шрангов, в 1933 — серебряные 3 шранга, в 1936 году — серебряные 11⁄2 шранга.
В 1941 году шранг сменил тангку в качестве основной денежной единицы. В том же году начат выпуск банкнот в шрангах. Выпускались банкноты в 5, 10, 25 и 100 шрангов.
В 1941—1959 годах чеканились монеты:
- медные: 1, 3, 5 шокангов;
- серебряные: 1 тангка, 11⁄2, 3, 10 шрангов.

Тангка чеканились только в 1953 году, весь тираж предназначался для подарков монахам.
Ранее чеканившиеся монеты из обращения не изымались и находились в обращении до 1959 года, когда в Тибете введён в обращение китайский юань.